# Rio Guadalquivir
O Guadalquivir em Córdova

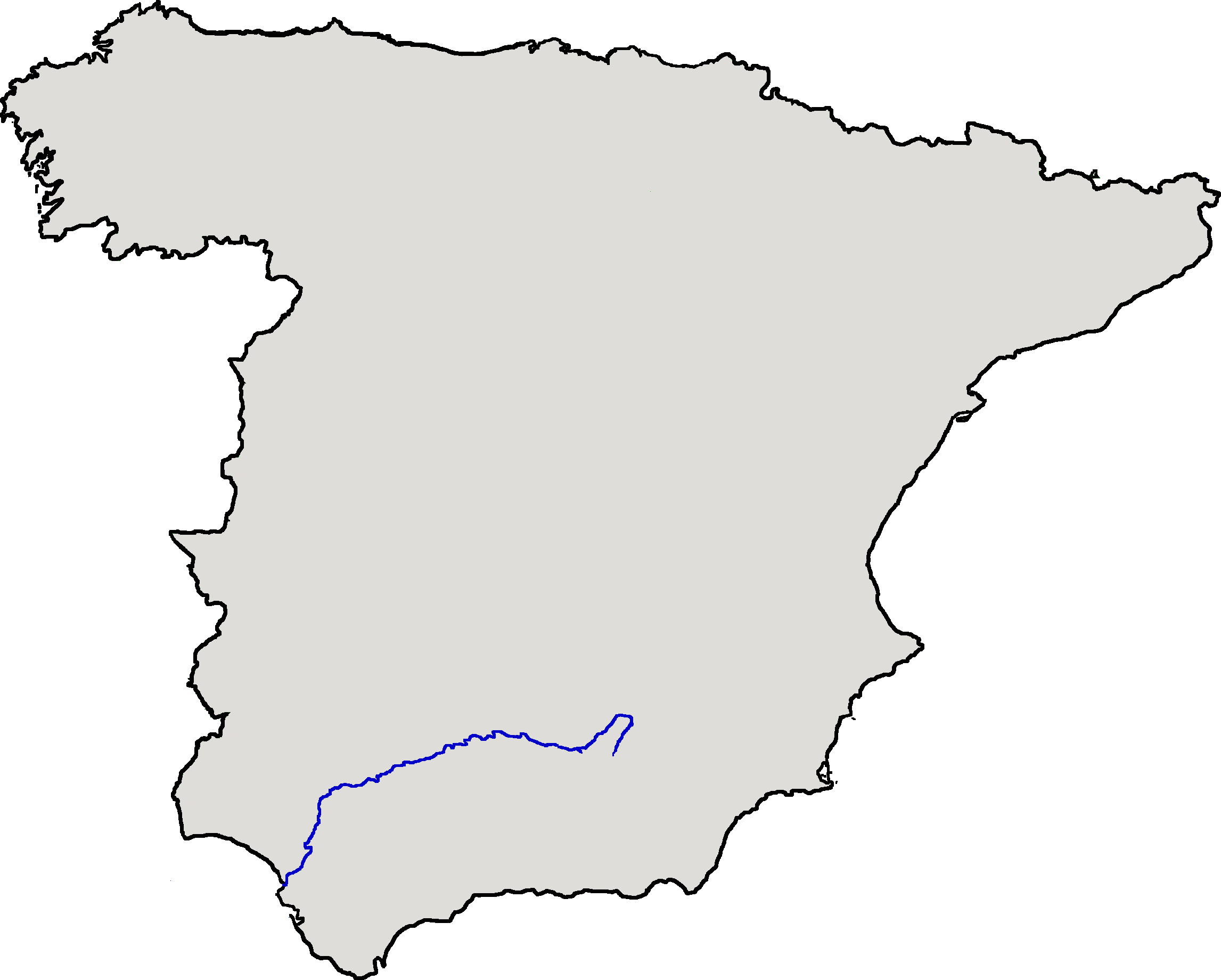
Rio Guadalquivir

O rio Guadalquivir está situado no sul da Península Ibérica. É o quinto mais comprido rio da Península, após o Tejo, o Ebro, o Douro e o Guadiana. É o maior da Andaluzia. Banha grandes cidades espanholas como Córdova e Sevilha. A sua bacia hidrográfica é de 56 978 km² e tem comprimento de 657 km, desaguando no oceano Atlântico próximo de Sanlúcar de Barrameda. No percurso final existe uma zona pantanosa de grande importância ecológica, as Marismas do Guadalquivir.
O seu nome provém do árabe al-wādi al-kabīr (الوادي الكبير), 'O Grande Rio'. O rio era designado por Bétis (em latim: Baetis) dos tempos pré-romanos ao período do Al-Andalus, dando nome à província romana da Bética.
No seu percurso pela Andaluzia de este a oeste, atravessa cidades de importância como Sevilha ou Córdova. A sua bacia hidrográfica compreende territórios das oito províncias andaluzas, assim como algumas comarcas de Múrcia, Albacete, Ciudad Real e Badajoz.
Foi nesse local que Asdrúbal derrotou os romanos na Batalha do Bétis Superior, durante a Segunda Guerra Púnica. Os dois generais romanos foram mortos e as colônias cartaginesas na Península foram salvas por algum tempo.

## Afluentes

### Pela margem esquerda
- Rio Guadiana Menor
- Rio Guadalbullón, que passa por Xaém
- Rio Guadajoz
- Rio Genil: o principal afluente, que lhe traz um caudal de 33 m³/s, e que recolhe parte das águas da Sierra Nevada. Passa por Granada, junto com o rio Darro, além de Loja, Puente Genil e Écija.
- Rio Corbones
- Rio Guadaíra, que passa por Alcalá de Guadaíra e Sevilha

### Pela margem direita
- Rio Guadalimar
- Rio Jándula
- Rio Yeguas
- Rio Guadalmellato
- Rio Guadiato
- Rio Bembézar
- Rio Viar
- Rio Rivera de Huelva
- Rio Guadiamar